# Життя на двох
«Життя на двох» — фільм 2009 року.

## Зміст
У лісосмузі знайдено тіло молодої жінки. Його неможливо впізнати: обличчя й одна рука були спотворені кислотою. Поруч лежать два паспорти, але це не прояснює ситуацію. Три колишніх однокласника — слідчий Михайло, бізнесмен Максим і банкір В'ячеслав — близькі друзі. В'ячеслав запрошує Михайла й Максима на своє весілля, де представляє їм молоду дружину Юлю. Несподівано Михайло впізнає у ній дівчину з фотографії в паспорті, знайденому біля вбитої. Юля зізнається, що у неї є безпутня сестра-близнюк Уляна, якої вона соромиться, і, швидше за все, загинула саме вона. Та перевірка відбитків пальців із уцілілої руки вбитої свідчить, що жертва злочину — зовсім не Уляна. Розслідування не припиняється: адже у багатьох героїв цієї історії совість не чиста.